# Psammophis brevirostris
Psammophis brevirostris ist eine Schlangenart aus der Gattung der Sandrennnattern innerhalb der Familie Psammophiidae, die in Afrika verbreitet ist.

## Merkmale
Psammophis brevirostris hat eine Gesamtlänge von typischerweise rund 60 cm, kann aber auch bis zu etwa 1,2 m erreichen. Die Körperfarbe ist dorsal olivbraun und ventral einfarbig weiß bis gelb oder mit einer Reihe von schwarzen Punkten. Entlang der Wirbelsäule verläuft in der Regel ein heller Streifen. Die sieben mittleren dorsalen Schuppenreihen haben oft schwarze Ränder, sodass dunkle Linien entstehen. Die Beschuppung weist 146 bis 167 Ventralia (Bauchschuppen), 79 bis 108 Subcaudalia, 1 Präoculare und 2 Postocularia auf. Das Scutum anale (Analschild) ist geteilt. Die Iris ist orange und die Pupillen rund.
Die Art wird manchmal mit der Olivenfarbigen Sandrennnatter oder einer weiblichen Boomslang verwechselt. Sie ist leicht giftig, aber für den Menschen ungefährlich.

## Lebensweise

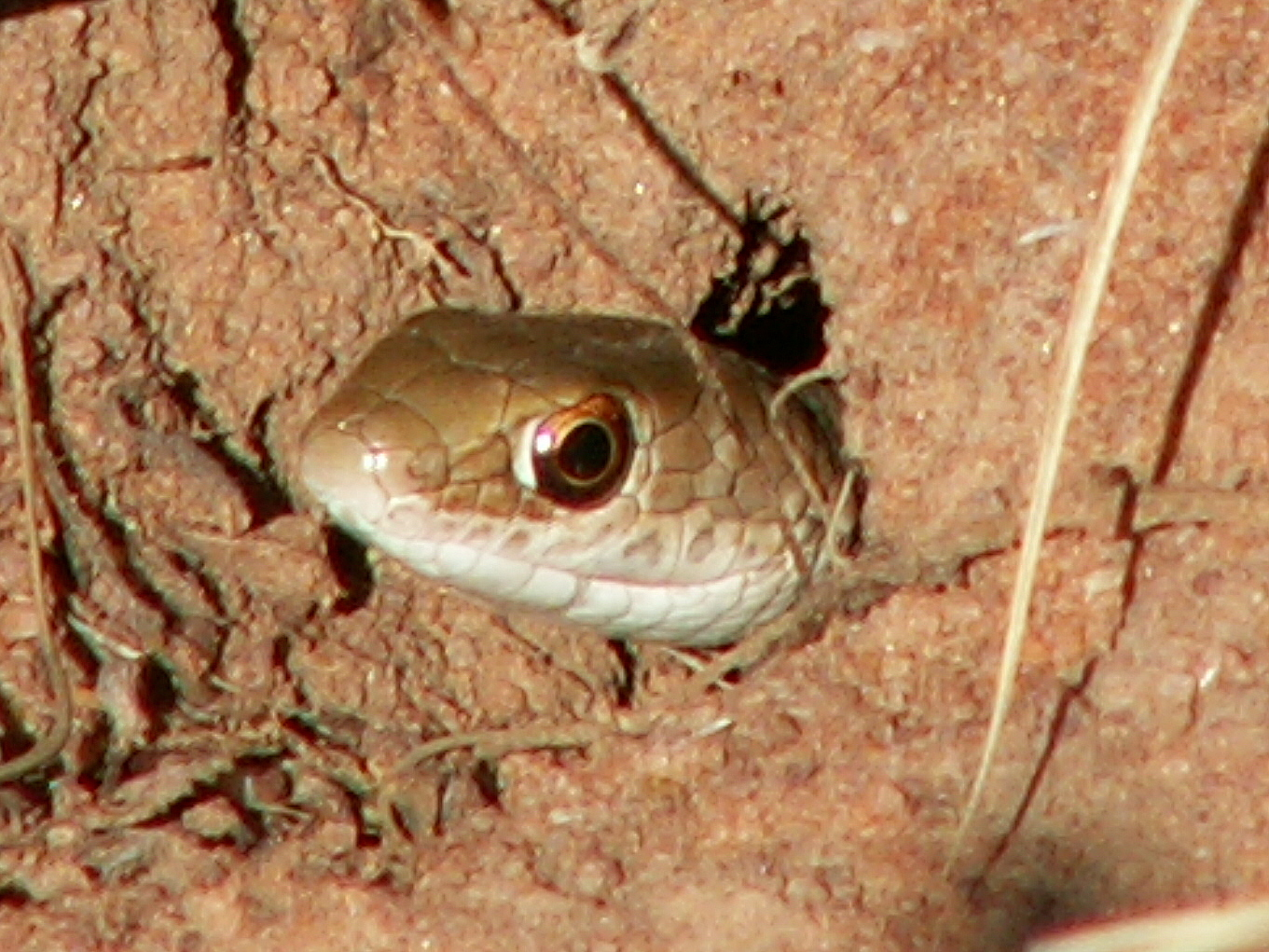
Psammophis brevirostris in einem Erdloch in Südafrika

Psammophis brevirostris ist wie alle Arten der Gattung ovipar (eierlegend). Die Weibchen legen im Sommer Gelege von bis zu 15 Eiern. Die Art ist tagaktiv und bewegt sich schnell fort. Zu ihrer Beute zählen Eidechsen, andere Schlangen und kleine Nagetiere. Sie bewohnt Grasland, Savannen und Waldränder und ist von der Küste bis zu höheren Lagen in den Drakensbergen, im zentralen  Highveld und im Hochland von Ost-Simbabwe zu finden. Sie sucht oft Unterschlupf unter Felsen, in Erdlöchern, alten Termitenhöhlen und anderen Hohlräumen. Wird sie am Schwanz gepackt, beißt sie diesen unter Umständen ab, um zu entfliehen.

## Verbreitung und Gefährdungsstatus
Das Verbreitungsgebiet erstreckt sich über Südafrika (Provinzen: Nordkap, Nordwest, Ostkap, Limpopo, KwaZulu-Natal, Mpumalanga, Gauteng), Eswatini, Botswana, Simbabwe und den Osten Namibias. Die Art ist häufig anzutreffen. Die IUCN stuft sie als nicht gefährdet (least concern) ein und den Populationstrend als stabil. Auf der nationalen Roten Liste Südafrikas wird die Art ebenfalls als nicht gefährdet eingestuft. Sie kommt in einigen Schutzgebieten vor.

## Systematik
Psammophis brevirostris ist eine Art aus der Gattung der Sandrennnattern. Sie wurde 1881 von Wilhelm Peters erstbeschrieben. Die Typuslokalität ist Xa Matlale im Norden der ehemaligen südafrikanischen Provinz Transvaal.